# 클리티아

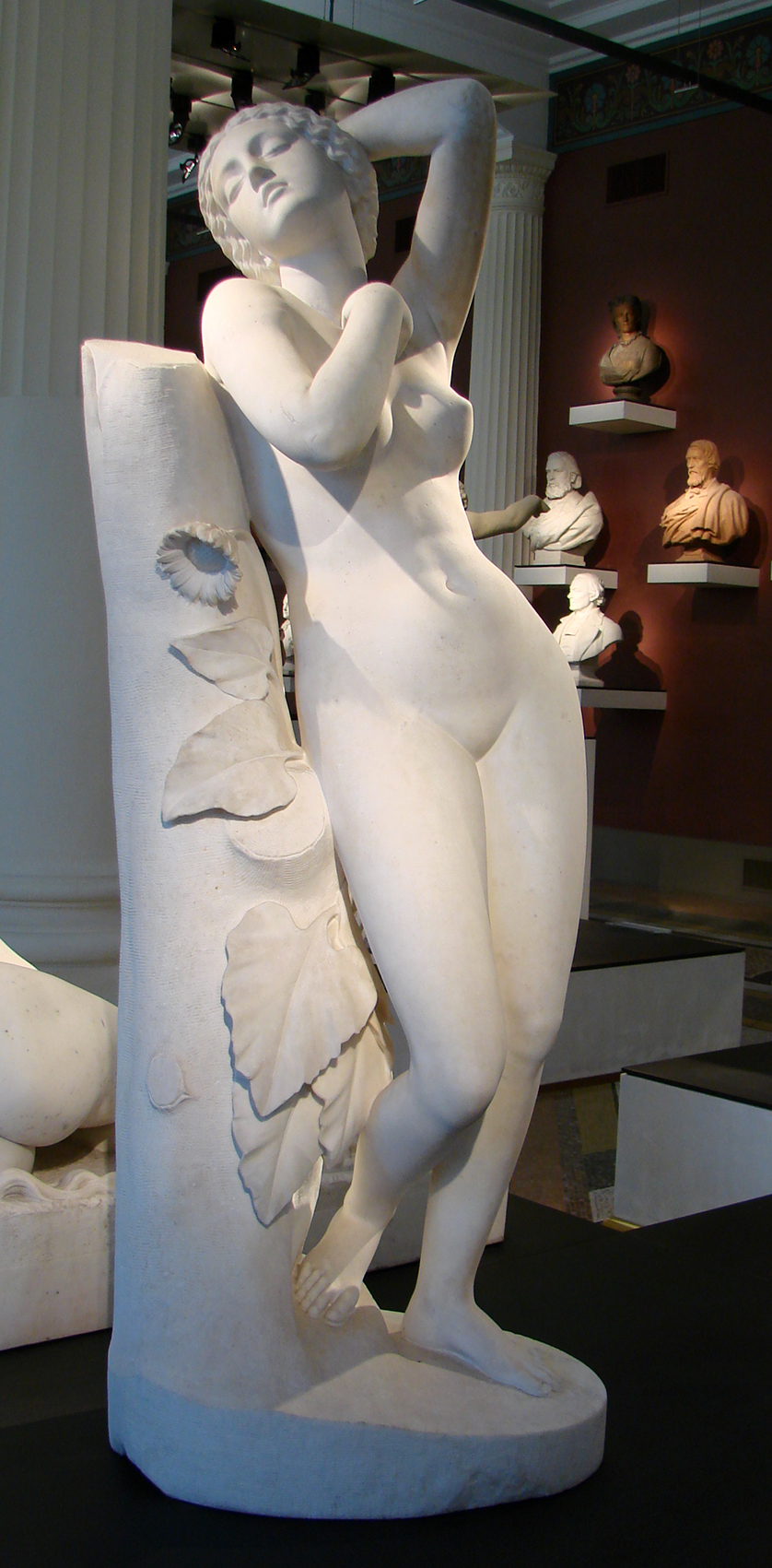
클리티아

클리티아(그리스어: Κλυτία)는 그리스 신화에 나오는 물의 님프로, 오케아노스와 테티스의 딸이다.
클리티아는 헬리오스의 사랑을 받았지만, 뒷날 레우코테아를 사랑하게 된 헬리오스는 클리티아를 버렸다. 레우코테아를 질투한 클리티아가 레우코테아의 아버지 오르카모스에게 이 사실을 알리자, 오르카모스는 딸의 항변에도 불구하고 딸을 산 채로 매장하였다. 클리티아는 레우코테아가 죽었으므로 헬리오스가 다시 자신에게 돌아와 자신을 사랑해줄 것이라 믿었지만, 헬리오스는 클리티아에게 반감을 가져 그녀에게 가지 않았다. 헬리오스의 사랑을 받지 못하게 된 클리티아는 아무것도 먹지도, 마시지도 않으며 벌거벗은 채 바위 위에서 9일 동안 자신을 버린 태양신 헬리오스를 바라보았다. 9일이 지나자 클리티아는 노란색과 갈색으로 이루어진 해바라기로 변하게 되었다. (그녀가 변한 꽃이 헬리오트로프, 혹은 금잔화라고도 한다.) 해바라기로 변한 클리티아는 그 이후로 계속해서 헬리오스가 모는 태양 전차 쪽으로 얼굴을 향하게 되었다. 이 신화는 오비디우스의 《변신이야기》에 등장한다.